# Nelli Kossko
Nelli Kossko (geb. Maser; * 29. August 1937 in Marienheim, Oblast Odessa, UdSSR) ist eine russlanddeutsche Schriftstellerin und Redakteurin.

## Leben
Kosskos Vater war Pädagoge, der im Jahre 1937 hingerichtet wurde. 1944 reiste die Mutter mit ihrer Tochter über Polen nach Dresden. Im folgenden Jahr, um Kriegsende, wurde die sowjetdeutsche Familie in den russischen Norden deportiert. 1952 gelangte sie in das Gebiet Magadan in Russisch-Fernost und lebte unter strenger sowjetischer Kommandanturaufsicht.
Nelli Kossko fing im Jahre 1956 ein Germanistikstudium an der Pädagogischen Hochschule in Swerdlowsk an, das sie 1961 abschloss. Als Germanistikdozentin lehrte sie schließlich in der Moldawischen SSR am Vorläuferinstitut der heutigen Schewtschenko-Universität Tiraspol und der Staatlichen Hochschule Belzy sowie im sowjetrussischen Nischni Tagil. Da sie bald Anträge auf Ausreise in die Bundesrepublik stellte, entließ man sie. Nelli Kossko kam 1975 als anerkannte Aussiedlerin nach Deutschland.
Von 1977 bis 1995 war sie als Redakteurin bei der Deutschen Welle in Köln tätig, anschließend sechs Jahre Chefredakteurin des Wostotschny Express (dt. Der Ost-Express), der sich an die russlanddeutschen Aussiedler und jüdischen Kontingentflüchtlinge aus den Nachfolgestaaten der Sowjetunion in der Bundesrepublik richtete. Zu ihrem 70. Geburtstag erhielt Nelli Kossko die goldene Ehrennadel der Landsmannschaft der Deutschen aus Russland e.V. für ihre ehrenamtliche Tätigkeit und für die Gründung des Frauenvereins Aussiedler helfen Aussiedlern. 2008 erhielt sie von dem Innenminister von Rheinland-Pfalz das Verdienstkreuz am Bande des Verdienstordens der Bundesrepublik Deutschland.

## Werke
- Die geraubte Kindheit, Eigenverlag, 2003, ISBN 978-3-00-003315-5
- Am anderen Ende der Welt, Literaturkreis d. Deutschen aus Rußland, 2004, ISBN 978-3-933673-61-9.
- Wo ist das Land, Waldemar Weber Verlag, Augsburg, 2007, ISBN 978-3-939951-26-1.
- Судьбы нетканое полотно, МСНК/Moskau, 2014, ISBN 978-5-98355-112-1.
- In den Fängen der Zeit, Trilogie, ratio-books Verlag, 2018, ISBN 978-3-96136-043-7.
- Wie Sand zwischen meinen Fingern, BKDR Verlag, 2020, ISBN 978-3-948589-03-5.
- Du, mein geliebter ‘Russe‘, ratio-books Verlag 2020, ISBN 978-3-96136-085-7.
- Как сквозь пальцы песок..., MedienAgentur Böpple, 2020, ISBN 978-3-948730-02-4.